# IPad (9-го поколения)
iPad 10,2 дюйма (официально iPad 9-го поколения, также называемый iPad 9) — это бюджетный планшетный компьютер, разработанный и продаваемый компанией Apple Inc. в качестве преемника iPad (8-го поколения) 2020 года. Планшет был официально представлен 14 сентября 2021 года. 7 мая 2024 года модель была снята с производства. На момент прекращения выпуска она была последним iPad с портом Lightning и кнопкой «Домой».

## Отличия от iPad (8-го поколения)
Планшет практически не отличается от своего предшественника, за исключением более быстрого и мощного процессора Apple A13, впервые дебютировавшем в линейке iPhone 11 2019 года выпуска, а также функциями "В центре внимания", и True Tone. Также в серебристом цвете рамка стала черной.

## Функции
iPad девятого поколения использует тот же дизайн, что и iPad седьмого и восьмого поколений, хотя все варианты цвета теперь поставляются с черной рамкой экрана, а золотой цвет был удален. Он совместим с Apple Pencil (1-го поколения), Smart Keyboard и Smart Connector для подключения клавиатуры. Он использует чип Apple A13 Bionic, который, по утверждению Apple, увеличивает производительность процессора, графического процессора и нейронного движка на 20% по сравнению с его предшественником. Он оснащен 10,2-дюймовым дисплеем Retina, идентичным предыдущим моделям, с разрешением 1620 на 2160 пикселей и плотностью пикселей 264 PPI, а также включает технологию True Tone, означающую, что дисплей может регулировать свою температуру в зависимости от температуры окружающего освещения. В iPad была реализована новая 12-мегапиксельная фронтальная камера, заменившая старую 1,2-мегапиксельную фронтальную камеру, и оснащена технологией "в центре внимания", которая обнаруживает пользователя и соответствующим образом перемещает изображение камеры во время видеозаписи и вызовов с использованием обработки на устройстве, однако задняя камера сохранила 8 МП, которые использовались в iPad Air 2. Базовое хранилище также было увеличено вдвое до 64 ГБ. iPadOS 15 предустановлена при выпуске.